# (39385) 4017 P-L
4017 P-L (asteroide 39385) é um asteroide da cintura principal. Possui uma excentricidade de 0.25696140 e uma inclinação de 13.20722º.
Este asteroide foi descoberto no dia 24 de setembro de 1960 por Cornelis Johannes van Houten e Ingrid van Houten-Groeneveld e Tom Gehrels em Palomar.